# Чутеевское сельское поселение (Чувашия)
Чуте́евское се́льское поселе́ние (чув. Чутей ял тӑрӑхӗ) — муниципальное образование в Янтиковском районе Чувашской Республики Российской Федерации.
Административный центр — село Чутеево.

## История
Статус и границы сельского поселения установлены Законом Чувашской Республики от 24 ноября 2004 года № 37 «Об установлении границ муниципальных образований Чувашской Республики и наделении их статусом городского, сельского поселения, муниципального района и городского округа».

## Население
| 2010 | 2012 | 2013 | 2014 | 2015 | 2016 | 2017 |
| ---- | ---- | ---- | ---- | ---- | ---- | ---- |
| 895  | ↘866 | ↘847 | ↘831 | ↘807 | ↘772 | ↘758 |
| 2018 | 2019 | 2020 | 2021 |      |      |      |
| ↘716 | ↘702 | ↘687 | ↘657 |      |      |      |

## Состав сельского поселения
| № | Населённый пункт | Тип населённого пункта       | Население |
| - | ---------------- | ---------------------------- | --------- |
| 1 | Новое Ишино      | деревня                      | ↗349      |
| 2 | Чутеево          | село, административный центр | ↗710      |